# Маккемі (Техас)
Маккемі (англ. McCamey) — місто (англ. city) в США, в окрузі Аптон штату Техас. Населення — 1831 особа (2020).

## Географія
Маккемі розташоване за координатами 31°7′57″ пн. ш. 102°13′12″ зх. д. / 31.13250° пн. ш. 102.22000° зх. д. (31.132470, -102.220040).  За даними Бюро перепису населення США в 2010 році місто мало площу 5,25 км², уся площа — суходіл.

## Демографія
Згідно з переписом 2010 року, у місті мешкало 1887 осіб у 714 домогосподарствах у складі 501 родини. Густота населення становила 359 осіб/км².  Було 863 помешкання (164/км²).
Расовий склад населення:
| - 68,6 % — білих - 2,3 % — чорних або афроамериканців - 1,9 % — корінних американців - 24,4 % — осіб інших рас |

До двох чи більше рас належало 2,9 %. Частка іспаномовних становила 59,4 % від усіх жителів.
За віковим діапазоном населення розподілялося таким чином: 28,7 % — особи молодші 18 років, 57,2 % — особи у віці 18—64 років, 14,1 % — особи у віці 65 років та старші. Медіана віку мешканця становила 34,8 року. На 100 осіб жіночої статі у місті припадало 99,3 чоловіків;  на 100 жінок у віці від 18 років та старших — 98,2 чоловіків також старших 18 років.
Середній дохід на одне домашнє господарство  становив 56 752 долари США (медіана — 37 000), а середній дохід на одну сім'ю — 65 281 долар (медіана — 42 321). За межею бідності перебувало 29,5 % осіб, у тому числі 34,8 % дітей у віці до 18 років та 26,7 % осіб у віці 65 років та старших.
Цивільне працевлаштоване населення становило 680 осіб. Основні галузі зайнятості: освіта, охорона здоров'я та соціальна допомога — 28,1 %, сільське господарство, лісництво, риболовля — 26,6 %, транспорт — 14,4 %, роздрібна торгівля — 7,5 %.